# Lunghezza di attenuazione
In fisica delle particelle, la lunghezza di attenuazione, indicata con la sigla AT (dall'inglese attenuation length), rappresenta la lunghezza dopo la quale un fascio di particelle incidente su un materiale risulta attenuato di un fattore {\displaystyle 1/}{\displaystyle e}.
Matematicamente, la probabilità di trovare una particella a una profondità x nel materiale è calcolata mediante la Legge di Lambert-Beer
{\displaystyle P(x)=e^{-x/\lambda }}.
In generale {\displaystyle \lambda } dipende dal materiale.
L'inverso della lunghezza di attenuazione è il coefficiente di assorbimento {\displaystyle \mu }.

## Definizione ASTM[1][2]
(EN)  AT - Attenuation length. The average distance (in nanometers) that an electron with a given travels between successive inelastic collisions as derived from a particular model in which elastic electron scattering is asumed to be negligible.
AT - Lunghezza di attenuazione. La distanza media (in nanometri) che un elettrone con una traiettoria data percorre tra due successive collisioni anaelastiche nel caso in cui si consideri un particolare modello nel quale la diffusione (scattering) elastica dell'elettrone si assume trascurabile.